# 817 TCN
817 TCN là một năm trong lịch La Mã.